# 浸透戦術

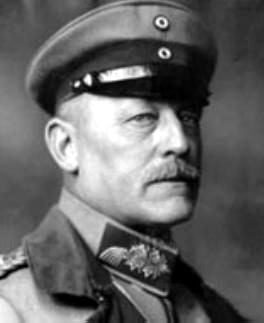
オスカー・フォン・ユティエ（1920年）

浸透戦術（しんとうせんじゅつ、英語: Infiltration tactics）とは、一般に第一次世界大戦後半に産み出され採用されたドイツ軍の戦術のことを指す。ただし、連合軍による他称であり、当のドイツ軍はとくに名称を付けていない。

## 概説

### 語源
第一次世界大戦初期、西部戦線は陣地戦に陥っていた。ドイツにおいては、1915年、軍中央で実験部隊が編成され塹壕攻略の研究が行われた。その基本要素は以下のようなものである。
1. 散兵線の前進ではなく、分隊規模の突撃隊による奇襲突撃を行う。
2. 攻撃間、敵を制圧するため支援兵器（機関銃、歩兵砲、迫撃砲、間接射撃野戦砲、火炎放射器）を用いる。
3. 手榴弾を持った兵が塹壕を掃討する。[2]

1916年、ヴェルダンの戦いで実験部隊、すなわち突撃隊は実戦投入された。このとき、敵拠点をさけて前方へ突進するドイツ歩兵の姿を見て、フランス側はこれを浸透戦術と呼び始めた。ただ、ドイツ側はとくに名称を付けていない。
1917年9月のリガ攻勢では、ドイツ軍のこれまでの防御・反撃手法が大規模な攻撃手法に転用され、連合軍は注目した。「攻勢直前に歩兵を最前線に集結させること」「毒ガス弾を混ぜた短時間の強烈な砲撃」「強点をさけて弱点攻撃する」などが観測され、攻撃司令官オスカー・フォン・ユティエの名をとってユティエ戦術と連合軍側は呼んだ。この、いわゆるユティエ戦術は1918年の春季大攻勢でさらに発展し、小部隊にかぎらない広い意味で浸透戦術と呼ばれるようになった。

### 春季大攻勢
1918年の春季大攻勢におけるドイツ軍の攻撃手法、いわゆる浸透戦術についてジョナサン・ハウスは4つの要素に集約している。
1. 砲撃：ブルフミュラーに代表される砲兵将校たちは砲撃手法を変えた。注意深く調整されており短いが強烈な砲撃により、（敵の撲滅ではなく）敵を混乱させ防御システムを無力化させることを目指した。
2. 突撃隊：攻撃の先鋒を務める突撃大隊は、敵の強固な陣地を攻撃できるよう訓練されていた。
3. 敵防御拠点の迂回：突撃部隊は敵の抵抗の中心を迂回して突進するよう教育されていた。小部隊指揮官は自分の側面を顧みることなく、敵防御のすき間へと前進する権限を有していた。
4. 敵後方地域の崩壊：春季大攻勢の当初、攻撃準備射撃により通信と指揮所を破壊し、浸透する歩兵も同じような施設を破壊しながら前進した。これにより、イギリス兵は士気崩壊を起こし、4日間で38キロも後退させられた。J.F.C.フラーによれば、イギリス軍は後方部隊から先に崩壊して敗走していったように見えたという。

いうなれば、戦車のない電撃戦である。春季大攻勢の最初において、これまでの西部戦線の戦いとは異なりドイツ軍は何十キロも前進した。しかし、最初の成功を拡張する機動力がなかったうえ、作戦次元の目標を明確にしていなかったため、ただ突出部をつくるだけで作戦次元ひいては戦略次元の勝利につなげることができなかった。

## 議論

### 同時期のイギリス軍
ルプファー、グドマンドソンといった冷戦期を中心とした英語圏の著作は、第一次大戦期におけるドイツ軍戦術の優勢を主張しているが、1990年代以降イギリスでは論争的なテーマになっている。たとえば、イギリスの軍事史家のパディ・グリフィスは、イギリス大陸派遣軍によるSS143「小隊攻撃訓練に関する訓令」を紹介し、小部隊における浸透戦術がドイツ軍の専売特許ではないことを論じている。
ドイツ軍とおなじように、イギリス軍もまた1915年にエリート襲撃・擲弾チームを編成して塹壕襲撃を行っており、かれらには軽機関銃浸透、強烈な迫撃砲弾幕、そして委任型指揮が推奨されていた。1916年ソンムの一連の戦闘でこれらの技術は発展精緻化され、1916-17年冬を通して一般歩兵に波及していった。それまでの戦訓が集約された1917年2月の「小隊攻撃訓練に関する訓令」はドイツ突撃隊ハンドブックと言ってもいい内容のものだという。

### 同時期のフランス軍
フランス軍においても、敵陣地を一挙に攻略せんとする思想は存在していた。フランス軍総司令部が1915年4月に発布した「攻勢全般の目的と状況（第5779号文書）」は、ドイツ軍防御システムの一挙突破を追求している。この雄大な作戦構想は完遂困難であったが、第5779号文書は二つの要素で大戦後半のフランス軍戦術の基礎となった。
一つは砲兵戦術である。砲兵は単に危険地帯を渡る歩兵を支援攻撃するのみという戦前の考えは完全に捨て去られ、攻撃準備射撃を重視している。さらに、砲兵は段階的に射程を延長し歩兵が前進できるよう弾幕で防護すべしと述べており、移動弾幕射撃の萌芽が見られる。二つ目は歩兵戦術である。敵陣突撃に際し、各歩兵部隊は小隊、半小隊に分割される。突撃の第一波は敵拠点をさけて通り敵塹壕網を突破する。つづく第二波は塹壕掃討隊となって機関銃や拠点を掃討すると規定された。この歩兵戦法はドイツ軍の浸透戦術と類似するとジョナサン・クラウスは論じている。フランス軍はこれらの変化で、第二次アルトワ会戦やソンム会戦で一定の戦果を得たという。

### ブルシーロフ
浸透戦術をはじめて用いたのはブルシーロフ攻勢と言われることがある。しかし、繰り返しになるが、そもそも浸透戦術という名称が広まったのはヴェルダンの戦いのときでロシア軍とは関係がない。ドイツは1915年に軍中央において突撃隊を編成し、1916年2月のヴェルダン戦で実戦投入している。師団・連隊独自の塹壕襲撃隊も1915年には存在する。1916年以降も、ドイツ軍は主に西部戦線から戦訓を得ていたとみられている。
ブルシーロフの回想録を見ても浸透戦術の嚆矢とするような記述はなく、関連は否定されている。

## 注
1. ↑  Lupfer, 42.
2. ↑  Gudmundsson, 49.
3. ↑  Gudmundsson, 66; Lupfer, 42.
4. ↑  Wictor, 229-233. オスカー・フォン・ユティエ (Oskar von Hutier) の名はユグノーの家系であるためフランス語読みされる。大木、309頁。
5. ↑  House, 51-56.
6. ↑  House, 56.
7. ↑  Gudmundsson, 178; House, 55.
8. ↑  詳しくはボンド、7-119頁。
9. ↑  Griffith, 76-79, 193-194.
10. ↑  Krause, 199-214.
11. ↑  Gudmundsson, 80-81.
12. ↑  Stachelbeck, 147-162.
13. ↑  大木、313頁。